# Dàn nhạc giao hưởng

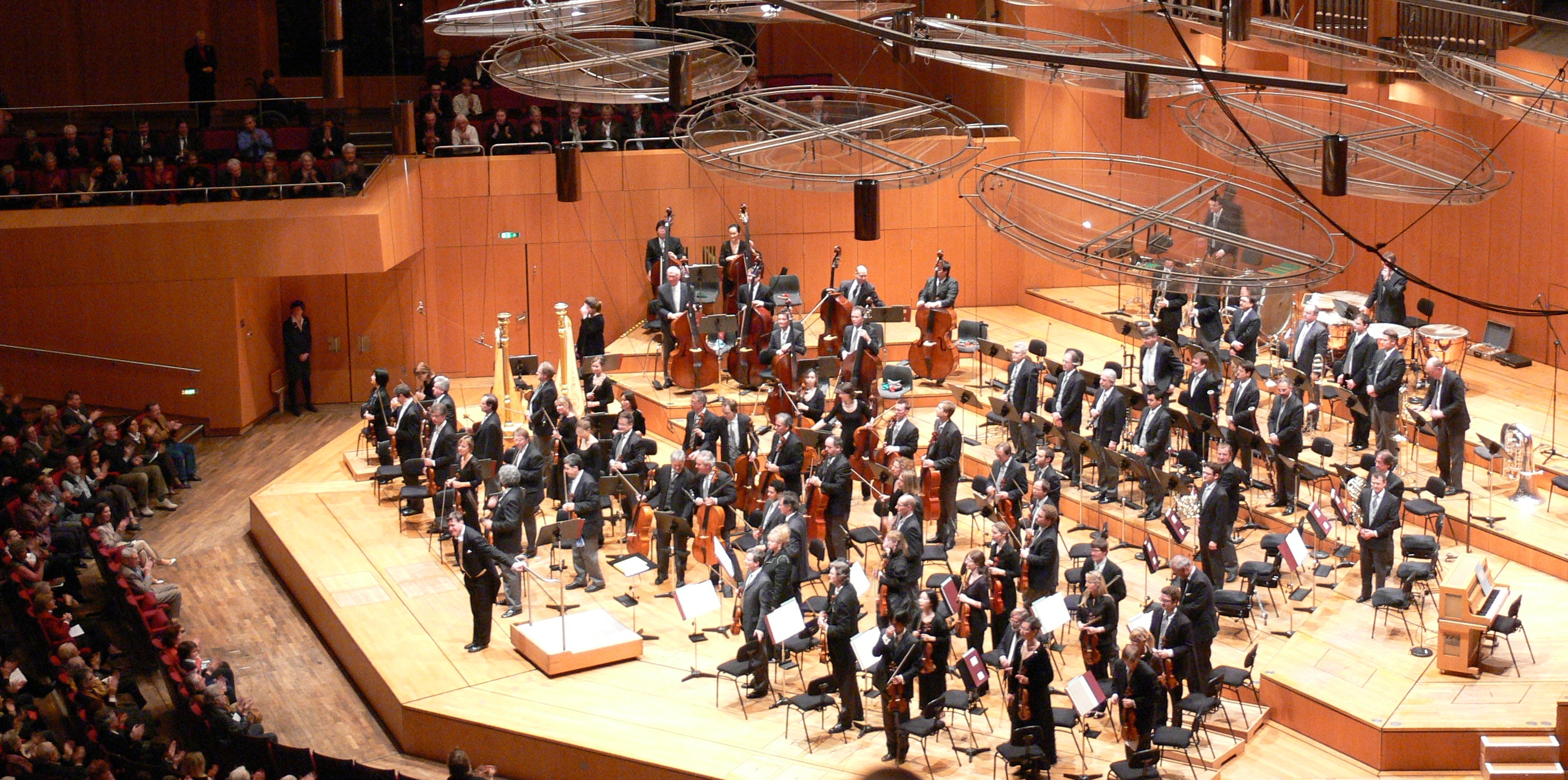
Dàn nhạc giao hưởng München, 2008

Dàn nhạc giao hưởng là một tổng thể về biên chế các nhạc cụ được sử dụng theo những nguyên tắc nhất định nhằm phục vụ cho việc diễn tấu một tác phẩm giao hưởng. Hình thành từ thế kỷ 17, dàn nhạc giao hưởng trưởng thành cùng với âm nhạc giao hưởng. Qua các tác phẩm của Haydn, Mozart, Beethoven, Richard Wagner, Johannes Brahms, Tchaikovsky... dàn nhạc giao hưởng dần phát triển và được Maurice Ravel, Claude Debussy... hoàn thiện như ngày nay.
Với bốn bộ nhạc khí dây, gỗ, đồng, gõ và thêm một số nhạc cụ bổ sung, dàn nhạc giao hưởng là dàn nhạc cỡ lớn, biên chế trên 50 nhạc công, đôi khi lên tới 100 nhạc công.

## Lịch sử
Các dàn nhạc ban đầu xuất hiện với quy mô nhỏ trong các buổi lễ tôn giáo, các nghi thức và phục vụ cho biểu diễn opera, ba lê. Các gia đình quý tộc của Ý từ thế kỷ 14, 15 cũng đã có các nhạc công phục vụ cho những buổi tiệc tùng, khiêu vũ.
Sự ra đời của nền khí nhạc thế tục kéo theo sự ra đời của dàn nhạc xuất hiện cùng và trong sự rút lui của các đàn violon kiểu cũ. Những dàn nhạc của thể loại opera và ba lê đầu tiên thường có biên chế nhỏ và không đồng nhất, gồm các nhạc cụ như đàn lute, viola, flute, ô-boa, trombone, hạc cầm và các loại trống. Dần dần vai trò quan trọng của bộ dây kéo được xác lập, cây đàn violon với âm thanh thánh thót, đầy đặn đã thay thế vị trí của viola.
Từ giữa thế kỷ 17, các thể loại giao hưởng và các concerto độc lập cho dàn nhạc bắt đầu phát triển và dàn nhạc cổ điển cũng dần hình thành. Claudio Monteverdi đã đem tư duy bốn bè vào dàn nhạc. Trước đó các nhạc sĩ viết rất tự nhiên cho 3 hoặc 5 bè và có thể kéo như thế từ đầu đến cuối tác phẩm. Monteverdi cũng là người đầu tiên sử dụng kỹ thuật cá nhân và biết vận dụng các tính năng riêng biệt của từng nhạc cụ nhằm mục đích tăng cường tính kịch.

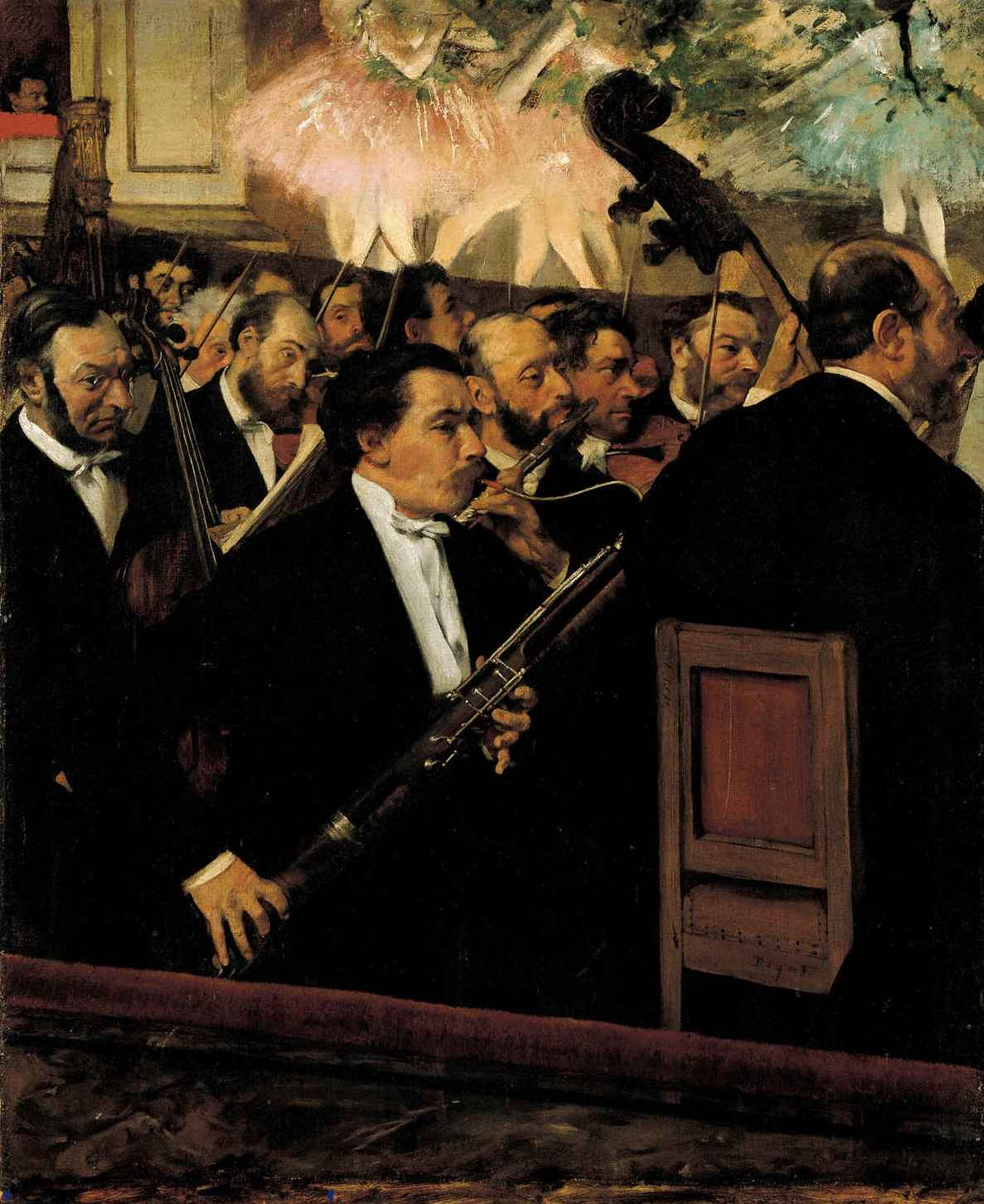
Dàn nhạc Opéra Garnier, tranh Edgar Degas, 1870

Do đặc điểm của âm nhạc thời kỳ này là âm nhạc phức điệu nên các nhạc sĩ đi sâu vào việc tìm tòi những âm sắc phong phú để phân biệt rõ từng bè của dàn nhạc. Không chỉ là một tập hợp các nhạc cụ, dàn nhạc dần được tổ chức lại. Đồng thời chức năng của nhiều nhạc cụ cũng thay đổi, clavecin với âm thanh yếu ớt, không có bản sắc đã bị lãng quên và các nhạc sĩ dùng bộ dây và bộ hơi để thay cho nhiệm vụ của nó. Nhạc cụ dây được cải tiến, sáo ngang thay thế sáo dọc, kèn cornet gỗ biến mất... đưa kèn cor vào dàn nhạc. Thủ pháp biểu diễn mới của dàn nhạc cũng xuất hiện, đáng lưu ý nhất là thủ pháp lớn dần (crescendo), chúng đã gây hiệu quả sửng sốt cho người nghe thời bấy giờ.
Đến thế kỷ 18, violon chiếm ưu thế tuyệt đối trong dàn nhạc và những nhạc cụ dây trở thành nền tảng. Các nhạc cụ flute, hautbois, basson hợp lại thành một nhóm, trompette và timbales của dàn nhạc nhà thờ được bổ sung thêm và phần hòa âm được sự hỗ trợ tích cực của đàn clavecin. Có thể thấy biên chế dàn nhạc này trong các tác phẩm của Bach, Händel, Vivaldi... Các dàn nhạc giao hưởng nổi tiếng thời kỳ này có thể kể đến Gewandhaus ở Leipzig và dàn nhạc của thành phố Mannheim. Dàn nhạc Mannheim gồm: 30 đàn dây, 2 flute, 2 hautbois, 2 basson, 2 trompette, 4 cor và các timbales. Sau đó, clarinette được bổ sung vào bộ hơi. Đây cũng là thành phần của dàn nhạc giao hưởng thời kỳ cổ điển mà Haydn, Mozart và Beethoven thời kỳ đầu thường dùng.
Dàn nhạc giao hưởng lớn xuất hiện cùng các bản giao hưởng cuối của Beethoven. Qua các tác phẩm của Richard Wagner, Johannes Brahms, Tchaikovsky... dàn nhạc mang thêm những màu sắc mới. Các nhạc cụ hơi và gõ được tăng thêm, cũng dẫn đến việc tăng cường nhạc cụ dây. Giữa thế kỷ 19, nhạc giao hưởng đã phát triển đến đỉnh cao. Các nhạc cụ cũng được thử nghiệm, cải tiến theo nhu cầu diễn đạt nội dung tác phẩm với những tương phản về cường độ, sắc thái. Việc sáng chế bộ phận piston làm thay đổi bộ mặt của kèn đồng trong dàn nhạc. Các nhạc sĩ cũng đưa vào dàn nhạc các nhạc cụ mới cùng các thủ pháp biểu diễn. Hector Berlioz đã đưa thêm vào tổng phổ mình những nhạc cụ như piccolo, cor anglais, clarinette basse, cornet, harpe và nhiều nhạc cụ gõ. Thành phần dàn nhạc của Berlioz rất đồ sộ, được xem như một tổ chức của dàn nhạc giao hưởng hiện đại.
Cuối thế kỷ 19 đầu thế kỷ 20, hai nhạc sĩ người Pháp Maurice Ravel và Claude Debussy lại mở ra một trang mới trong lịch sử phát triển của dàn nhạc giao hưởng. Tổng phổ của Ravel và Debussy đã làm mọi người ngạc nhiên về nghệ thuật phối màu, về sự kết hợp sáng tạo âm sắc và sự tận dụng những kỹ thuật, kỹ xảo của các nhạc cụ. Thế kỷ 20 là thế kỷ đánh dấu thời kỳ phát triển rực rỡ của âm nhạc viết cho dàn nhạc và cũng là thời kỳ mà dàn nhạc giao hưởng đạt đến những đỉnh cao mới về cấu trúc cũng như về nghệ thuật biểu diễn.

## Biên chế của dàn nhạc
Biên chế của dàn nhạc tức số lượng nhạc cụ, tương ứng với nhạc công, của dàn nhạc. Số lượng và chủng loại nhạc cụ trong dàn nhạc giao hưởng có thể thay đổi, tuy nhiên vẫn phải đảm bảo bốn bộ nhạc khí chính: bộ gỗ, bộ đồng, bộ gõ và bộ dây. Ngoài ra còn một số nhạc cụ có thể bổ sung như dương cầm, hạc cầm, guitar, saxophone...
Ngày nay, một dàn nhạc giao hưởng đầy đủ là dàn nhạc hai quản, tức mỗi nhóm nhạc cụ hơi - bộ gỗ và bộ đồng - gồm hai cây kèn. Tương tự có dàn nhạc ba quản và dàn nhạc bốn quản. Biên chế dàn nhạc được cần bằng theo nguyên tắc về âm lượng các nhạc cụ: nếu số lượng kèn hơi tăng lên thì số lượng nhạc cụ dây và trống định âm cũng tăng theo tỷ lệ tương ứng. Trong dàn nhạc giao hưởng, vĩ cầm được chia làm hai bè: violon I và violon II.
Ở bộ đồng, thay vì 3 trombone có thể dùng 2 trombone cộng một trombone basse. Bộ gõ có thể thêm một vài nhạc cụ khác, tùy theo tác phẩm.
Có thể thấy biên chế của ca ba dàn nhạc hai, ba và bốn quản đều có số lượng nhạc cụ trombone như nhau, gồm ba trombone hoặc hai trombone và một trombone basse. Nhưng đôi khi trong dàn nhạc bốn quản, có thể sử dụng tới bốn trombone. Ba trombone và một tuba trong dàn nhạc được xem như bốn bè của hợp xướng đảm trách phần trầm.
Tùy theo tác phẩm, biên chế của dàn nhạc có thể thay đổi. Số lượng nhạc cụ và chủng loại có thể nhiều hoặc ít hơn biên chế thông thường.

### Nhạc trưởng
Nhạc trưởng là người chỉ huy toàn bộ dàn nhạc. Nhạc trưởng cần hiểu rõ hòa âm, bản chất âm nhạc của tác phẩm. Ở giai đoạn chuẩn bị, công việc của nhạc trưởng mang tính cá nhân. Sau đó, nhạc trưởng chỉ huy việc tập luyện cùng các nhạc công. Cuối cùng, khi biểu diễn, nhạc trưởng qua các động tác, chỉ huy dàn nhạc về nhịp độ, giúp các nhạc cụ vào đúng thứ tự, chỉ dẫn về sắc thái...
Trong một dàn nhạc nhỏ thích phòng, một nhạc công có thể kiêm nhiệm vai trò nhạc trưởng. Nhưng điều này không xảy ra với dàn nhạc giao hưởng lớn.

## Cấu trúc dàn nhạc
| Violon I Violon II Viola Violoncelle Contrebasse Flute Clarinette Hautbois Basson Harpe Piano ... Trompette Trombone Tuba Cor Timbales Triangle... Nhạc trưởng | Vị trí các bộ nhạc khí Bộ dây Bộ gỗ Bộ đồng Bộ gõ Nhạc khí bổ sung |
| Violon I Violon II Viola Violoncelle Contrebasse Flute Clarinette Hautbois Basson Harpe Piano ... Trompette Trombone Tuba Cor Timbales Triangle... Nhạc trưởng |                                                                    |

### Bộ dây
Bộ dây giữ vai trò quan trọng, gần như then chốt trong dàn nhạc giao hưởng, được sử dụng thường xuyên trong suốt tác phẩm. Các nhạc cụ bộ dây có kỹ thuật phong phú, âm sắc đồng nhất, hài hòa và có sự thống nhất chặt chẽ. Khác với bộ đồng và bộ gỗ, câu nhạc không quá dài bởi phụ thuộc hơi thổi của nhạc công, thời gian diễn tấu của bộ dây không bị hạn chế. Âm vực rộng, ngoài phần đảm nhận giai điệu, bộ dây còn đảm nhiệm phần hòa âm. Bộ dây là bộ duy nhất trong dàn nhạc có thể tự đảm nhận toàn bộ hòa thanh mà không cần sự hỗ trợ của các bộ khác. Trong tổng phổ, bộ dây đặt nằm dưới cùng, xem như làm nền cho toàn bộ dàn nhạc.
Các nhạc cụ bộ dây có cấu tạo tương tự, chỉ khác nhau về kích cỡ. Âm thanh được phát bằng cách dùng vĩ (archet) tác động vào dây. Riêng đàn Harp là nhạc khí bổ sung nhưng cũng được xếp vào bộ dây.
Violon
Trong bộ dây, violon có ưu thế nhất về mặt kỹ thuật, khả năng biểu diễn mọi sắc thái, tình cảm. Có âm khu cao nhất, violon thường được đảm nhận giai điệu. Các violon được chia thành hai nhóm: violon I và violon II.
 Nhóm violon I: Dùng để đi giai điệu với mọi tốc độ. Violon I đảm nhiệm giai điệu một cách độc lập, vững vàng với âm chất thuần nhất. Cũng có thể phối hợp violon I với viola, violoncelle đi đồng âm hoặc cách quảng 8. Phối hợp với nhạc cụ bộ gỗ như flute, hautbois, clarinette đồng âm hay cách quảng 8 làm dịu tiếng kèn gỗ. Đôi khi, violon I cũng kết hợp với kèn cor.
 Nhóm violon II: Dùng đi bè hòa âm, có tính chất phụ họa. Violon II có thể kết hợp với các nhạc khí cùng bộ, cả violon I, để đi các âm hình hòa âm, tiết tấu.
Trong một số đoạn, có thể chỉ có một violon độc tấu hoặc vài violon cùng diễn tấu. Cách này cho phép người chơi violon sử dụng được hết các kỹ xảo tinh tế mà toàn bộ khối không thể phát huy được. Thủ pháp này cũng tạo sự tương phản giữa tập thể dàn nhạc và âm thanh đơn độc của riêng một cây đàn, tạo xúc cảm cho người nghe.
Viola
Viola có hình dáng, cấu trúc tương tự violon, nhưng kích thước lớn hơn. Mọi thủ pháp của violon có thể sử dụng cho viola, nhưng kém linh hoạt hơn. Âm thanh của viola trầm và tối hơn violon. Với một giai điệu du dương, archet kéo hết và rung ngân sẽ có một âm sắc giống violoncelle. Ngược lại, nếu không rung, archet kéo nhẹ, phớt, thì âm thanh giống basson.
Trong dàn nhạc, vai trò của viola mờ nhạt hơn violon. Chức năng chính của viola là cầu nối giữa violon và violoncelle, giữ vai trò phụ họa, dùng chơi các âm hình, làm đầy đủ cho các bè hòa âm. Đôi lúc đi giai điệu chính một mình hoặc kết hợp với haubois, clarinette, basson, đi đồng âm hay cách quảng 8. Viola có tính trang trí màu sắc.
Violoncelle
Violoncelle kích thước lớn hơn hẳn viola và có chân chống để đặt đứng khi diễn tấu. Trong bộ dây, violoncelle có vị trí quan trọng gần bằng violon và âm sắc cũng gần violon hơn là viola. Ưu thế của violoncelle là âm sắc gần giọng hát nam tính, diễn cảm sâu sắc và phong phú về kỹ thuật.
Trong dàn nhạc, violoncelle có chức năng làm bè trầm cho bộ dây, kết hợp với contrebasse. Violoncelle có thể độc tấu ở âm khu trầm, kết hợp với viola ở âm khu trung hay cùng violon II ở bè giữa và với violon I chơi giai điệu chính ở âm vực cao. Ngoài ra violoncelle còn có thể kết hợp với cor, basson đi đồng âm hoặc cách quãng 8.
Contrebasse
Contrebasse là khí nhạc có kích thước lớn nhất và âm thanh trầm nhất trong bộ dây. Vai trò của contrebasse chủ yếu làm bè trầm cho cả dàn nhạc. Đi bè trầm, contrebasse không cần nhạc cụ khác hỗ trợ. Contrebasse cũng thường kết hợp với violoncelle cách 1 quãng 8 hoặc các nhạc khí trầm của bộ khác. Đi giai điệu, contrebasse chơi những giai điệu chậm rãi, nghiêm trang hoặc có màu sắc tối tăm, đe dọa, nhiều kịch tính.

### Bộ gỗ
Các nhạc cụ bộ gỗ được chia thành bốn nhóm: flute, hautbois, clarinette và basson. Đặc điểm của bộ gỗ là không đồng nhất, mỗi nhạc cụ trong cùng một nhóm cũng có sự khác biệt giữa các âm vực. Các nhạc khí của bộ đều có thể diễn tấu giai điệu một cách độc lập với âm sắc riêng. Âm vực của toàn bộ bộ gỗ lớn hơn các bộ khác. Piccolo là nhạc khí cao nhất, bassoon là nhạc khí trầm nhất dàn nhạc. Tuy bộ gỗ phong phú về phương thức thể hiện giai điệu nhưng âm thanh hơi kém du dương, cường độ cũng kém mạnh. Kỹ thuật bộ gỗ không phong phú như bộ dây, câu nhạc không thể kéo quá dài bởi phụ thuộc hơi người thổi.
Flute
Flute là nhạc cụ chính của nhóm flute. Flute có âm sắc êm, dịu dàng, nhiều chất thơ, có tính sầu bi ở tốc độ chậm, càng lên cao càng sáng, nhưng thật cao sẽ chói, âm sắc lạnh. Ở âm vực trầm, flute có âm thanh yếu, khó tròn nên ít dùng trong hòa tấu. Ở âm vực giữa, âm thanh trong, thích hợp mọi cường độ, sắc thái, thường dùng đi giai điệu. Flute là nhạc khí linh hoạt, nhưng câu nhạc cần ngắt để lấy hơi. Trong dàn nhạc, dùng để đi giai điệu, flute có thể kết hợp với violon, clarinette, hautbois, basson.
Nhóm flute còn có piccolo, hay còn gọi petite flute, tức flute nhỏ. Đây là nhạc khí cao nhất trong dàn nhạc giao hưởng, nhưng ít xuất hiện trong dàn nhạc nhỏ.
Hautbois
Hautbois có âm sắc giọng mũi, biểu hiện nội tâm, có tính ca xướng. Ở âm vực trầm, hautbois thô đặc, âm vực cao thì âm sắc chói, gần tiếng chim, lên quá cao tốn hơi, căng thẳng, không tự nhiên. Ở âm vực giữa, hautbois ngọt ngào, sử dụng dễ dàng các sắc thái. Câu nhạc cho hautbois có thể khá dài nhưng kém linh động so với flute. Trong dàn nhạc, hautbois dùng để chơi những giai điệu khoan thai, duyên dáng, đôi khi hài hước, châm chọc. Hautbois được kết hợp với flute, clarinette, basson để đi đồng âm. Kết hợp với bộ dây, âm sắc hautbois sẽ mượt mà mềm mại hơn.
Trong nhóm hautbois còn có cor anglais, hay hautbois alto. Tương tự hautbois, nhưng cor anglais kém linh hoạt hơn. Ở âm vực trầm, cor anglais có tiếng hơi thô, nhưng kịch tính, âm vực cao sẽ thiếu chính xác và thường được dùng để đi giai điệu ở âm vực giữa.
Clarinette
Giống như hautbois, nhưng clarinette là kèn dăm đơn. Clarinette có nhiều kỹ xảo, biểu hiện các sắc thái và là nhạc cụ duy nhất trong bộ gỗ có thể khống chế tốt được cường độ. Trong dàn nhạc, clarinette có ba loại: clarinette giọng Si b, clarinette giọng La và clarinette giọng Do. Phổ biến hơn cả là clarinette giọng Si b và giọng La. Ở âm vực trầm, clarinette mang kịch tính, đe dọa. Âm vực giữa xấu nhất nên không dùng để đi giai điệu. Âm vực cao, clarinette đẹp, mang giọng nữ, ít tốn hơi. Trong dàn nhạc, clarinette có thể kết hợp với flute, hautbois, cor anglais, basson hay cùng violon, viola. Ngoài ra clarinette cũng cùng với các nhạc khí bộ gõ giữ vai trò hòa thanh đệm.
Cùng nhóm clarinette còn có clarinette basse, clarinette piccolo, clarinette alto, clarinette contrebasse... Trong đó clarinette contrebasse là nhạc khí trầm nhất trong nhóm, nhưng ít sử dụng. Thay vào đó, clarinette basse xuất hiện thường xuyên làm kèm trầm của nhóm và là thành viên cố định trong dàn nhạc.
Basson
Basson có kích thước lớn hơn nhiều so với clarinette, xuất hiện và tham gia dàn nhạc giao hưởng trước clarinette, có mặt cùng với flute và hautbois từ thế kỷ 18. Âm thanh của basson hơi tối, gợi kịch tính hoặc chấm biếm, hài hước. Ở âm vực trầm, basson đặc, dày và tốn hơi. Âm vực giữa đầy đặn, mềm mại. Lên âm vực cao bị nén và căng thẳng. Các nốt cực cao khó thổi nên ít sử dụng. Tuy cồng kềnh, nhưng basson lại có kỹ thuật linh hoạt. Trong dàn nhạc, basson được phối hợp với thường kết hợp với violoncelle đôi khi cả với contrebasse để làm đầy phần trầm cho dàn nhạc. Âm thanh tối, basson dùng để đi các giai điệu nghẹn ngào, xót xa.
Nhạc khí cùng nhóm là contrebasson. Đây là nhạc khí trầm nhất bộ gỗ, cùng là trầm nhất dàn nhạc. Kích thước lớn, kém linh hoạt, contrebasson chỉ dùng làm bè trầm chứ không đi giai điệu. Contrebasson ít xuất hiện trong dàn nhạc nhỏ và trung bình.

### Bộ đồng
Trong dàn nhạc giao hưởng bộ đồng gồm bốn loại chính: cor, trompette, trombone, tuba và đôi khi có thêm cornet. Âm lượng các nhạc khí bộ đồng tuy không lớn bằng nhau nhưng âm sắc tương đối thống nhất hơn bộ gỗ. Khác bộ dây, bộ đồng ít khi được sử dụng liên tục mà xuất hiện trong thời gian ngắn với vai trò nổi bật, mang tính kêu gọi, thúc giục, hùng tráng. Khi diễn tả đau buồn, bộ đồng có dáng dấp đường bệ, uy nghi. Ưu điểm lớn nhất của bộ đồng chính là uy lực mạnh mẽ không có ở bộ dây và bộ gỗ. Nhưng ngược lại, bộ đồng biểu hiện tình cảm không đa dạng, nhiều sắc thái như các nhạc cụ bộ dây và bộ gỗ.
Cor
Kèn cor có âm sắc đẹp, thi vị, vừa mềm mại như tính chất kèn gỗ vừa kiên nghị như kèn đồng, thích hợp với nét giai điệu dài. Ở âm vực cực trầm, kèm cor nặng, không nhạy và tốt hơn ở âm vực trầm. Âm vực giữa, kèn cor uyển chuyển, phong phú, phù hợp các giai điệu trữ tình. Lên âm vực cao, cor sáng, rực rỡ, nhưng quá cao sẽ vỡ, căng thẳng. Cor thích hợp giai điệu khoan thai, chơi tốc độ nhanh khó chính xác. Trong dàn nhạc, cor được dùng để đi giai điệu chính, độc lập hoặc kết hợp với bộ gỗ và bộ dây. Cor cùng đi bè trầm cùng basson hoặc contrebasse. Với khả năng đặc biệt, cor được dùng để tạo các hiệu quả bất ngờ hoặc tăng cường sắc thái, cường độ.
Trompette
Trompette là nhạc khí linh hoạt nhất trong bộ đồng, có tiếng mạnh, chất kim loại rõ rệt, diễn cảm dứt khoát, có uy lực. Ở âm vực trầm, trompette kém ổn định, lên âm vực cao sẽ chói, nặng, khó chơi và cực cao sẽ mất chính xác. Âm vực tốt nhất cho trompette là âm vực giữa, âm sắc sẽ mềm mại, ngọt ngào hoặc rắn rỏi, khí thế. Trong dàn nhạc, trompette có thể diễn tả giai điệu trữ tình say đắm, cũng có thể tác động thúc giục, kêu gọi. Với ưu điểm lớn tiết tấu rõ, mạnh, trompette rất phù hợp với các giai điệu nghiêm trang, hùng tráng.
Cùng nhóm trompette còn có cornet và petite trompette. Cornet có âm thanh, yếu, ít vang nhưng ấm hơn. Petite trompette, tức trompette nhỏ, được dùng bổ sung cho trompette ở âm khu cao.
Trombone
Kèn trombone có hai kiểu: trombone à coulisse và trombone à pistons. Trombone à pistons sử dụng piston, còn trombone à coulisse điều chỉnh cao độ bằng cách kéo dài hoặc rút ngắn ống hơi - là loại phổ biến nhất. Kèn trombone có ba giọng: Alto, Tenor và Basse. Trong dàn nhạc giao hưởng, phổ biến nhất là Trombone Tenor. Ở âm vực cực trầm, trombone tối, đe dọa, nặng nề, được dùng làm âm nền. Càng lên cao, âm sắc trombone càng sáng và khỏe hơn. Âm vực giữa là tốt nhất, mềm mại hoặc mãnh liệt. Lên âm vực cao sẽ căng thẳng, mất tự nhiên. Điều khiển bằng ống hơi nên trombone không thể linh hoạt như trompette, câu nhạc cũng không dài vì ảnh hưởng thế tay. Trong dàn nhạc, trombone sử dụng cho các nét chấm phá, góp tiếng mãng liệt cùng bộ đồng. Trombone có thể độc tấu giai điệu hùng tráng hay diễn tả thúc giục, kêu gọi. Trombone cũng giữ vai trò hòa âm hay nhấn tiết tấu ở các đoạn cao trào.
Tuba
Tuba có kích thước lớn, âm thanh thô, chậm, nặng và trầm nhất trong bộ đồng. Ở âm vực cực trầm, tuba có âm thanh không tốt. Âm vực trầm sẽ dày, chắc chắn nhưng nặng và chậm. Âm vực giữa tiếng vang, đầy đặn, thích hợp khoan thai, nghiêm trang. Lên âm vực cao, tiếng tuba bị nén, căng thẳng nên ít khi sử dụng. Vì ống kèn tuba rất dài nên người chơi tốn hơi và hơi phát ra chậm nên chỉ phù hợp với câu nhạc ngắn, giai điệu chậm rãi. Với đặc tính nghiêm trang, trầm hùng có uy lực, tuba thường bổ sung cho phần trầm của khối kèn đồng và toàn bộ dàn nhạc tạo sự vững chãi về hòa âm. Ngoài ra tuba cùng có thể diễn tấu các giai điệu chậm và ngắn hoặc tham gia những chỗ quyết định, tạo hiệu quả đặc biệt.

### Bộ gõ

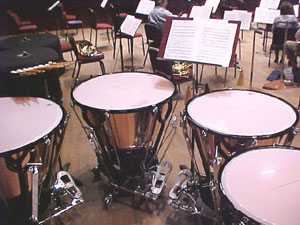
Timbales

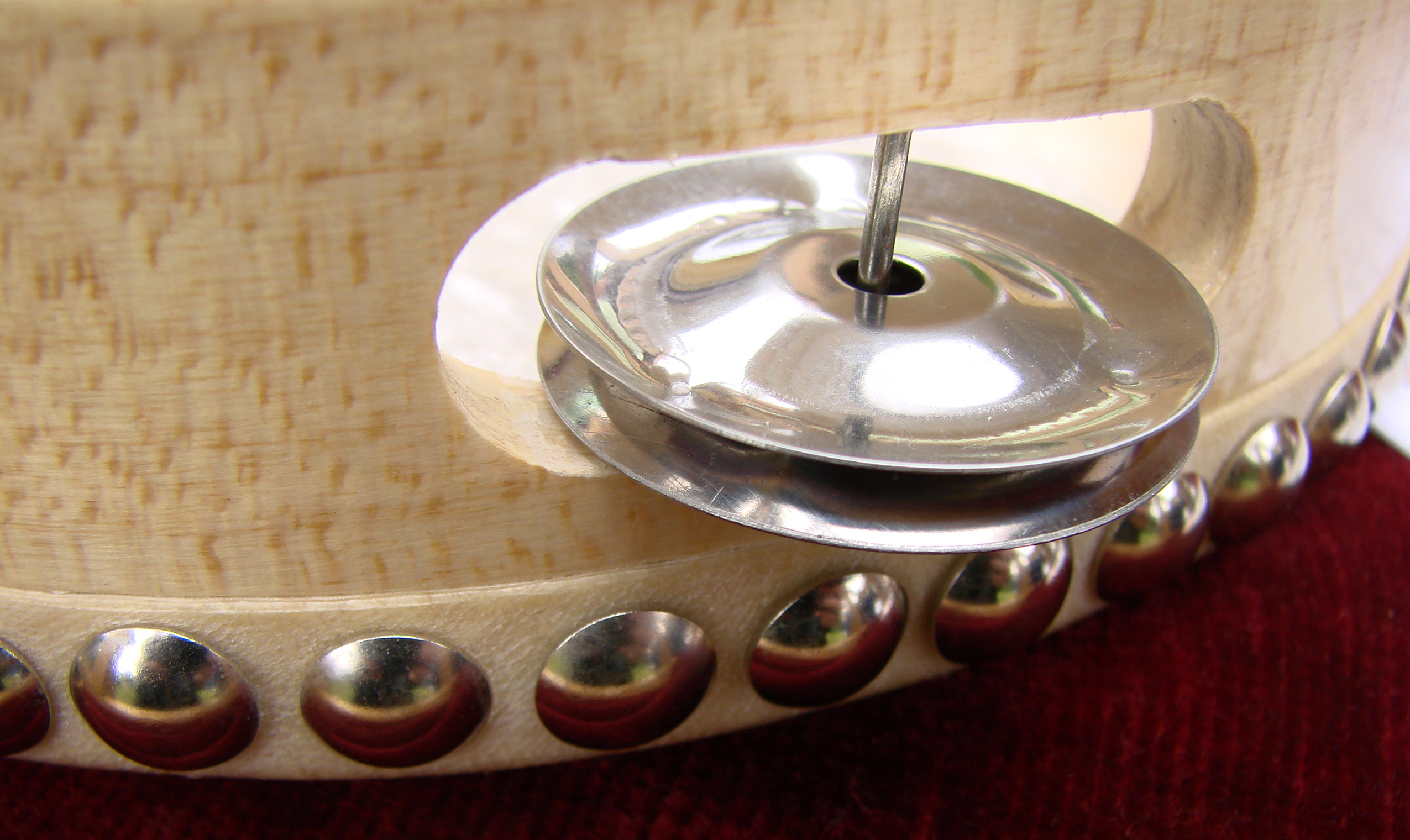
Tambourine

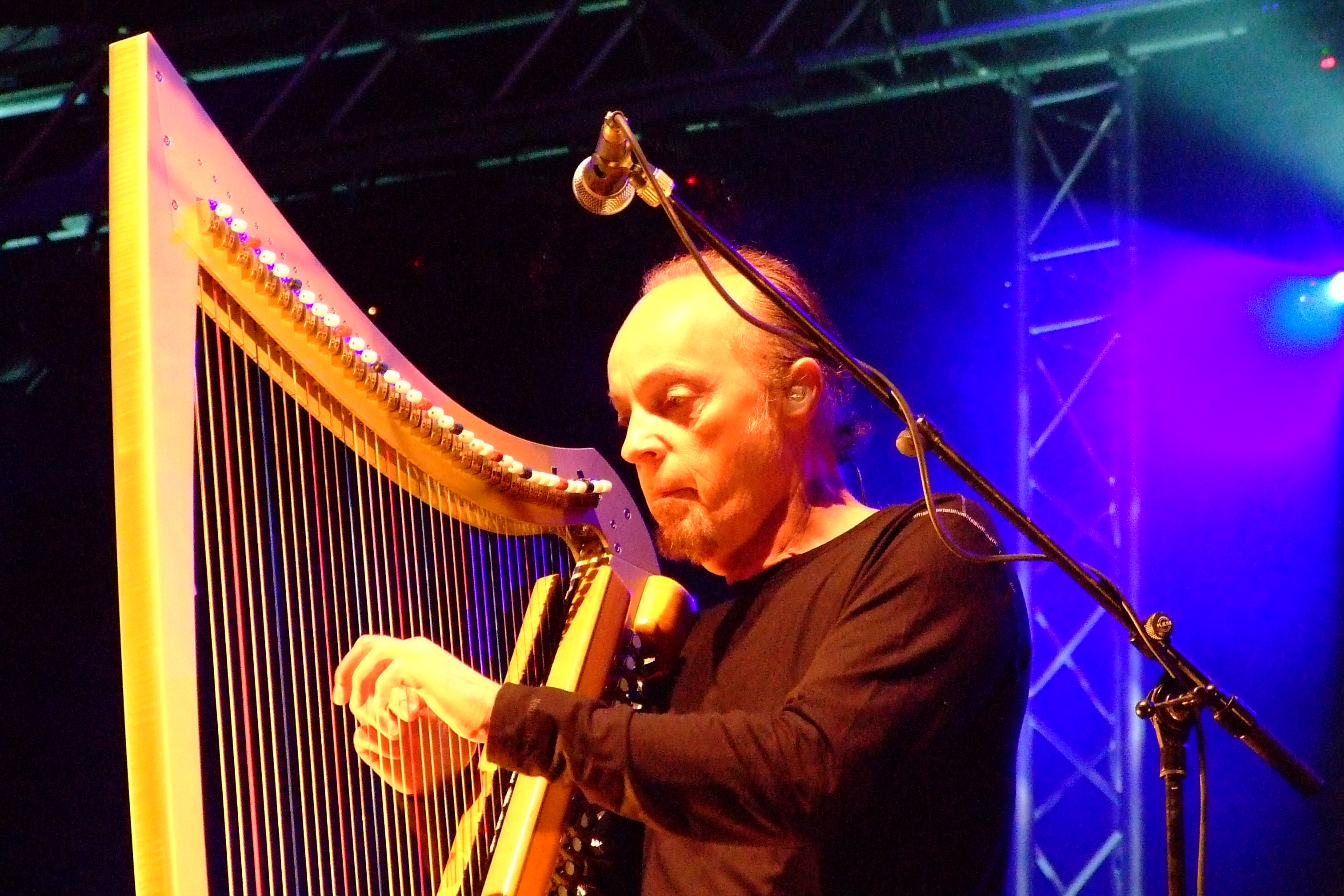
Đàn Harp

Bộ gõ trong dàn nhạc giao hưởng gồm hai loại: định âm và không định âm. Chất liệu của các nhạc khí bộ gõ cũng đa dạng, từ da, gỗ đến kim khí. Trong dàn nhạc, bộ gõ có tác dụng gợi màu sắc, tạo bối cảnh đặc biệt, gây cảm giác rõ rệt về tiết tấu. Trong tác phẩm có tính chất vũ đạo, bộ gõ được khai thác triệt để. Thời gian xuất hiện của bộ gõ không dài, đôi khi chỉ một vài đoạn. Trong tổng phổ, bộ gõ được đặt trên bộ dây, dưới bộ đồng nhưng không cố định số lượng nhạc cụ. Bộ gõ cũng thường không nhất thiết có sự sắp xếp thứ tự như các bộ khác. Các nhạc cụ không định âm không cần dùng đến khuôn nhạc, chỉ cần biểu hiện các hình thức ghi trường độ theo những tuyến tiết tấu nào đó.

#### Các nhạc khí gõ định âm
Timbales: Loại trống định âm được sử dụng nhiều nhất. Timbales có ba loại: Trống lớn, trống trung, trống nhỏ. Thường timbales có hai trống trở lên và mỗi trống có một số âm nhất định. Số lượng trống tùy theo nhu cầu từng tác phẩm. Timbales có thể gây tác động kích thích, kêu gọi hay tạo những bối cảnh âm u, mờ ảo.
Campanelli: Có hai loại, dùng dùi kim lại hoặc phím đánh như piano. Âm sắc campanelli sẽ lóng lánh, thanh thót nếu dùng dùi kim loại và sẽ linh hoạt hơn nếu dùng phím đánh. Campanelli có tính trang trí, tô điểm, tạo cảm giác trong sạch, yên tĩnh.
Xilophone: Giống như campanelli nhưng cấu tạo bằng chất liệu gỗ và sử dụng dùi cũng bằng gỗ. Âm sắc xilophone độc đáo, hơi khô khan sắc nhọn nhưng không vang ngân.
Trong các nhạc khí bộ gõ định âm còn có marimba, vibraphone, celesta hay campana nhưng ít được sử dụng hơn.

#### Các nhạc khí gõ không định âm
Triangle: còn được gọi kẻng ba góc, là một thanh kim loại uốn thành hình tam giác, treo trên dây và dùng dùi kim lại gõ vào thành của nhạc khí. Tuy không có cao độ nhất định, nhưng âm thành triangle trong trẻo, tươi tắn.
Tambourine: còn gọi là trống lục lạc, được treo những chuông để rung, tang trống có thêm những miếng kim lại mỏng. Khi chơi, tay trái cầm trống, tay phải gõ vào mặt trống hoặc lắc khiến các chuông rung.
Ngoài ra dàn nhạc còn có thể thêm tambour militaire - có nghĩa trống quân đội - cymbales (chũm chọe), grosse caisse, tam-tam (chiêng), castagnette.

### Các nhạc khí bổ sung
Các nhạc khí bổ sung cho dàn nhạc giao hưởng rất đa dạng. Ở từng quốc gia, với mỗi tác phẩm, dàn nhạc có thể được bổ sung các nhạc khí khác nhau.
Đàn Harp: Mang hình tam giác với 40 đến 47 dây. Harpe là loại đàn rất cổ nhưng đến cuối thế kỷ 19 mới xuất hiện trong biên chế dàn nhạc và được xếp chung với bộ dây.
Saxophone: Được cấu tạo hoàn toàn bằng kim loại nhưng miệng thổi dùng dăm đơn giống clarinette. Âm sắc của saxophone ở trung gian giữa bộ gỗ và bộ đồng.
Một số nhạc khí khác như ghi-ta, mandoline, orgue, synthesizer xuất hiện trong nhiều tác phẩm nhưng không phải thành viên cố định. Riêng piano, nhờ tính năng phong phú dần trở thành nhạc khí của dàn nhạc giao hưởng cận đại và đương đại.